# ورزشگاه میاگی

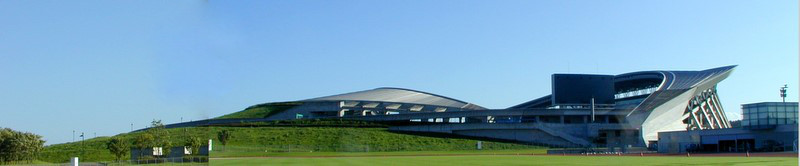

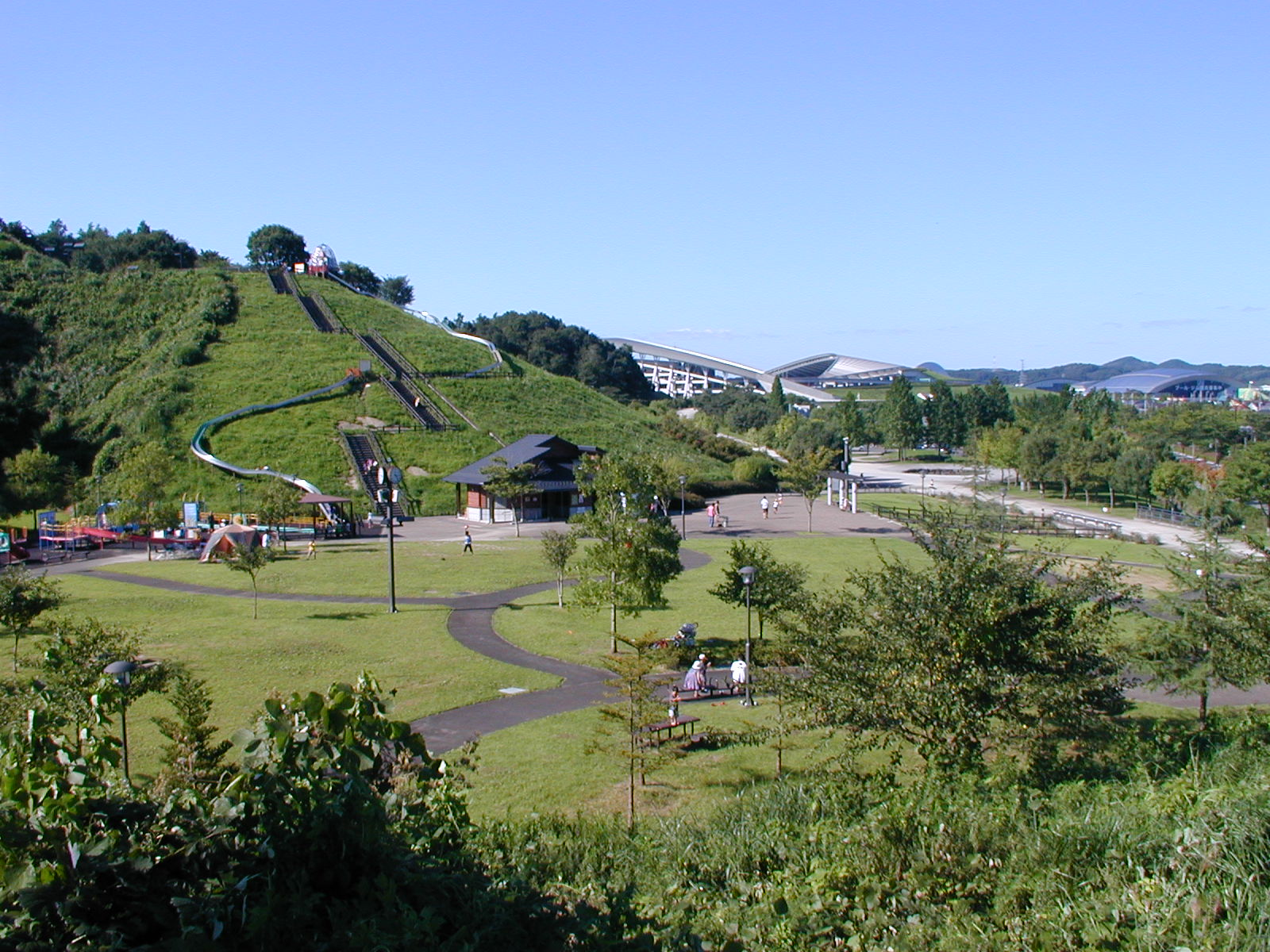
نمای پشت ورزشگاه

ورزشگاه میاگی (به ژاپنی: 宮城スタジアム, Miyagi Sutajiamu) یک ورزشگاه ورزشی در شهر ریفو استان میاگی ژاپن. ورزشگاه گنجایش ۴۹٬۱۳۳ هزار نفر دارد. 

## جام جهانی ۲۰۰۲
ورزشگاه میاگی یکی از مکانهای برگزاری بازی های جام جهانی ۲۰۰۲ بود. و مسابقات زیر را برگزار کرده
| تاریخ        | تیم ۱ | نتیجه | تیم ۲    | رقابت    |
| ------------ | ----- | ----- | -------- | -------- |
| ۹ ژوئن ۲۰۰۲  | مکزیک | ۱-۲   | اکوادور  | (گروه G) |
| ۱۲ ژوئن ۲۰۰۲ | سوئد  | ۱-۱   | آرژانتین | (گروه F) |
| ۱۸ ژوئن ۲۰۰۲ | ژاپن  | ۱-۰   | ترکیه    | یک هشتم  |

## تصاویر

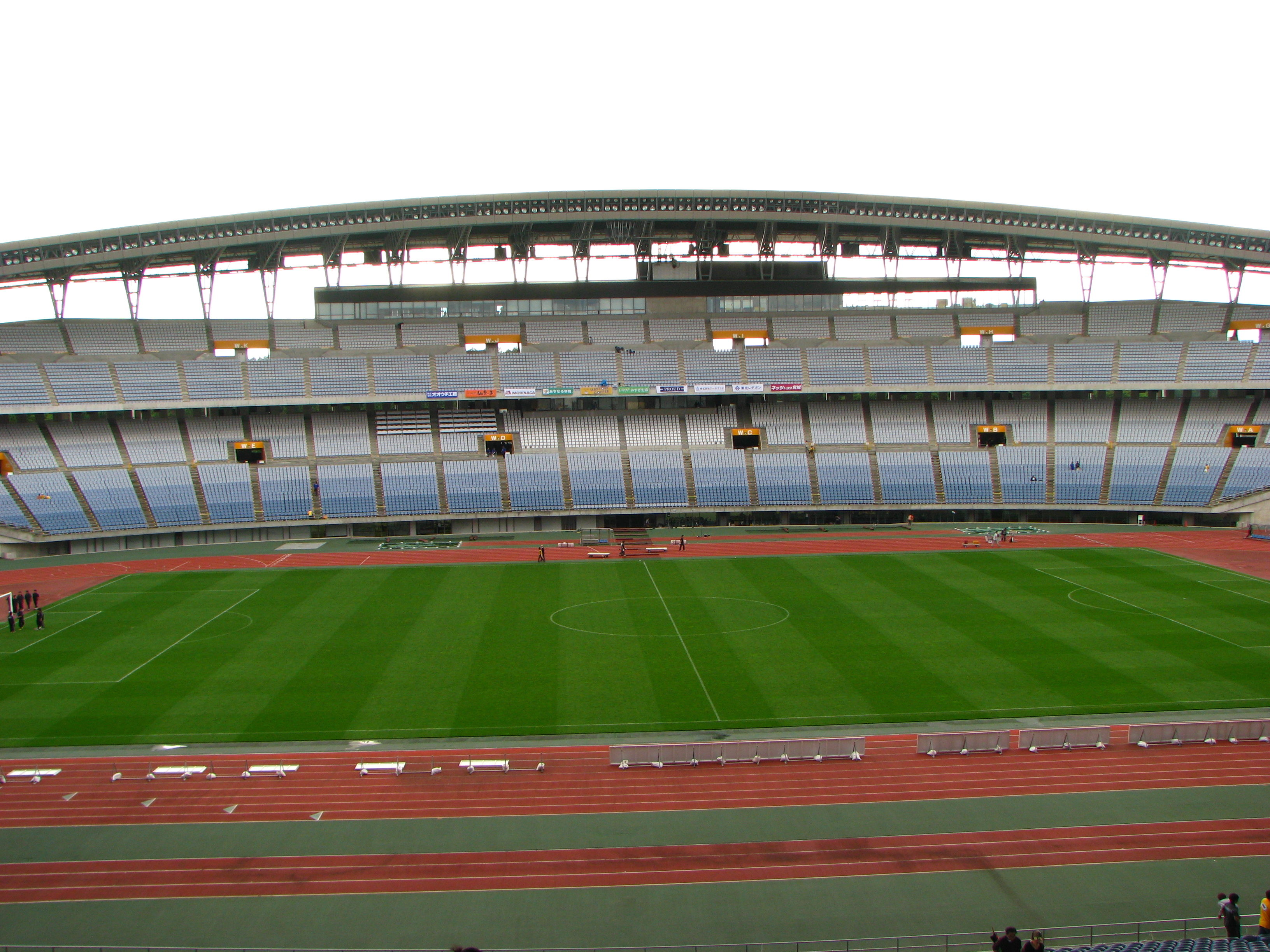
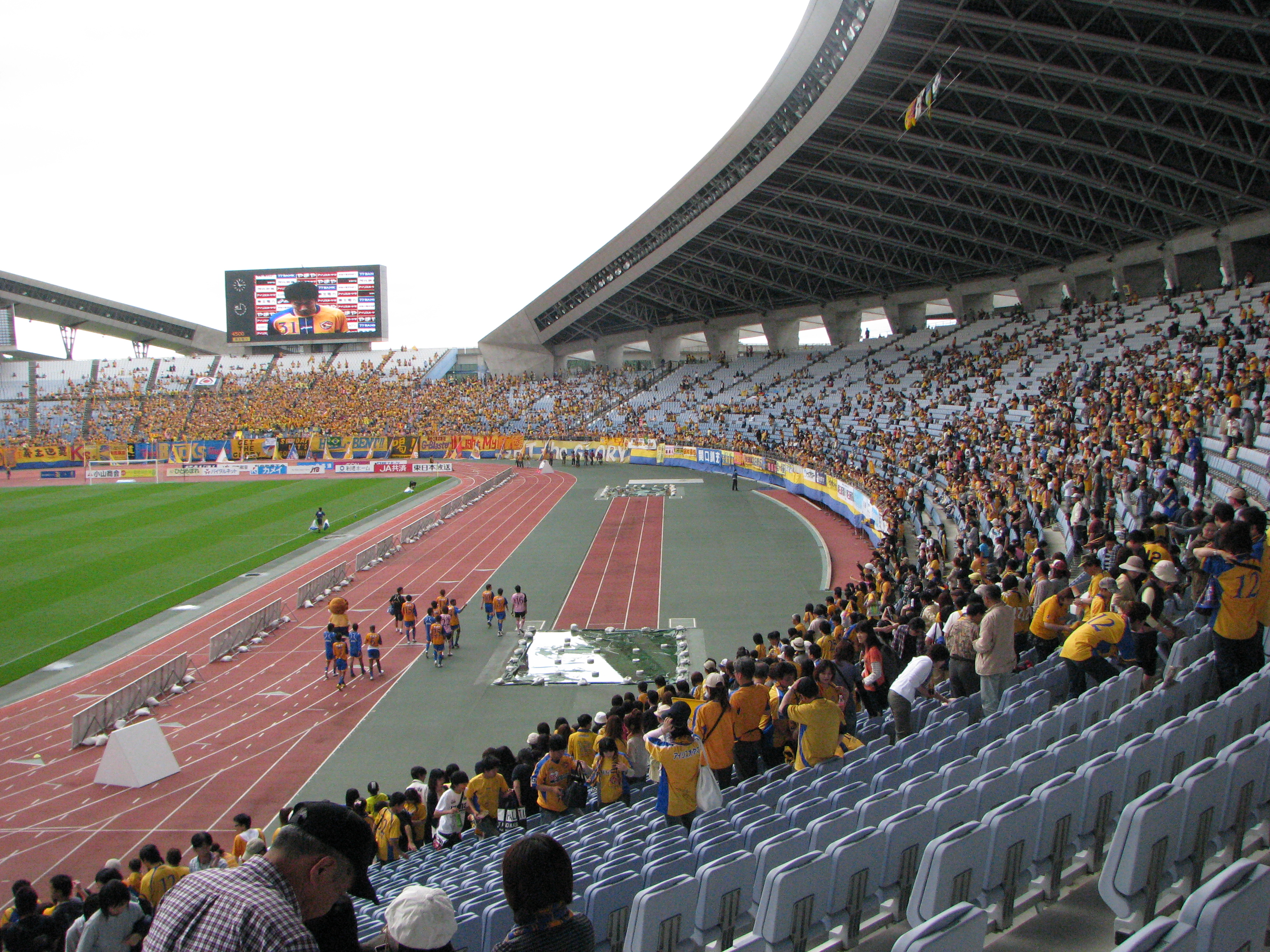
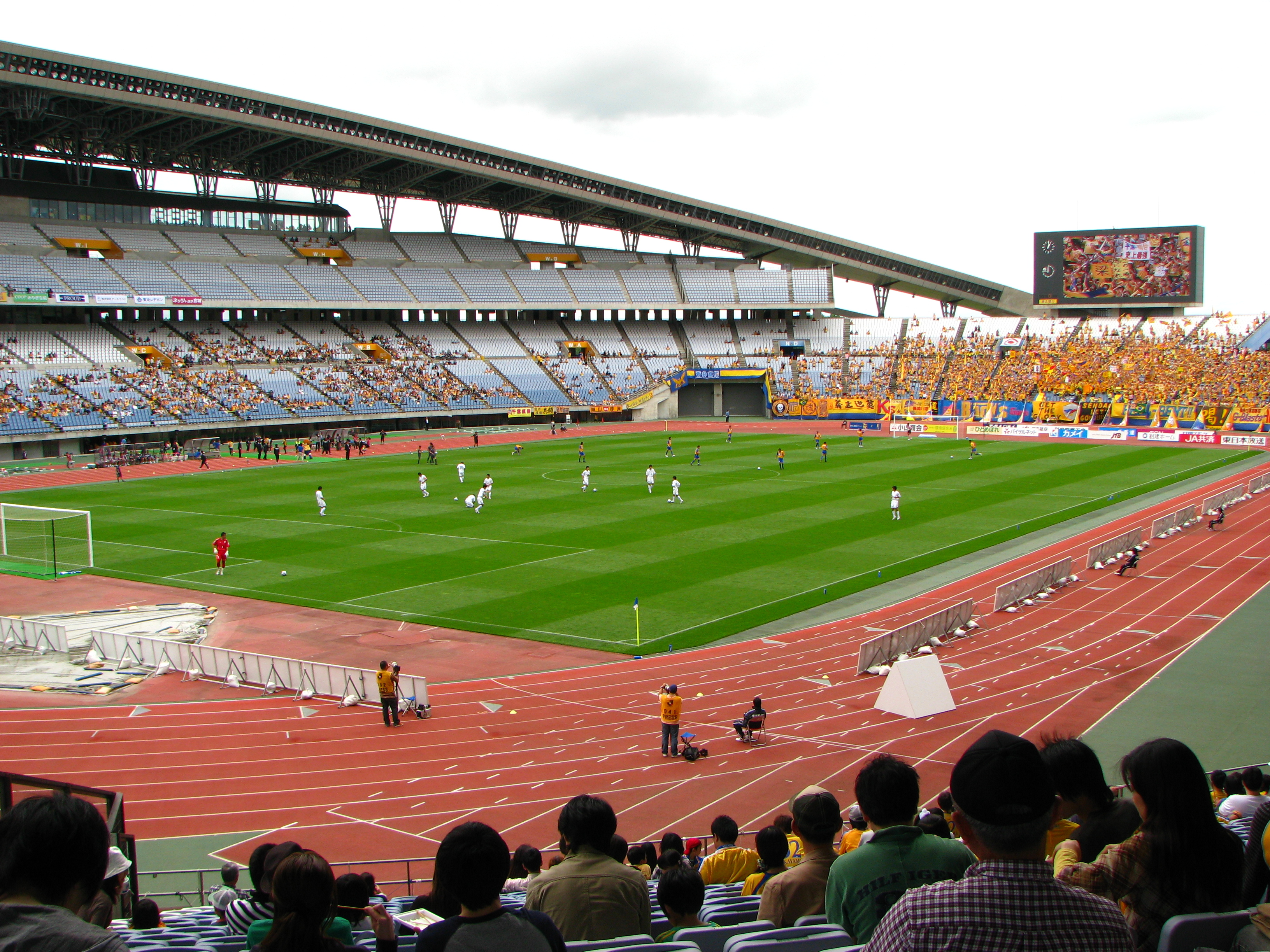